# Années 1010 av. J.-C.
Les années 1010 av. J.-C. couvrent les années de 1019 av. J.-C. à 1010 av. J.-C.

## Événements
- 1020-996 av. J.-C. : Règne de Zhou Kangwang, troisième roi de la dynastie Zhou, en Chine[1].
- 1019-1014 av. J.-C. : Règne de Ashur-nirâri IV, roi d’Assyrie[2].

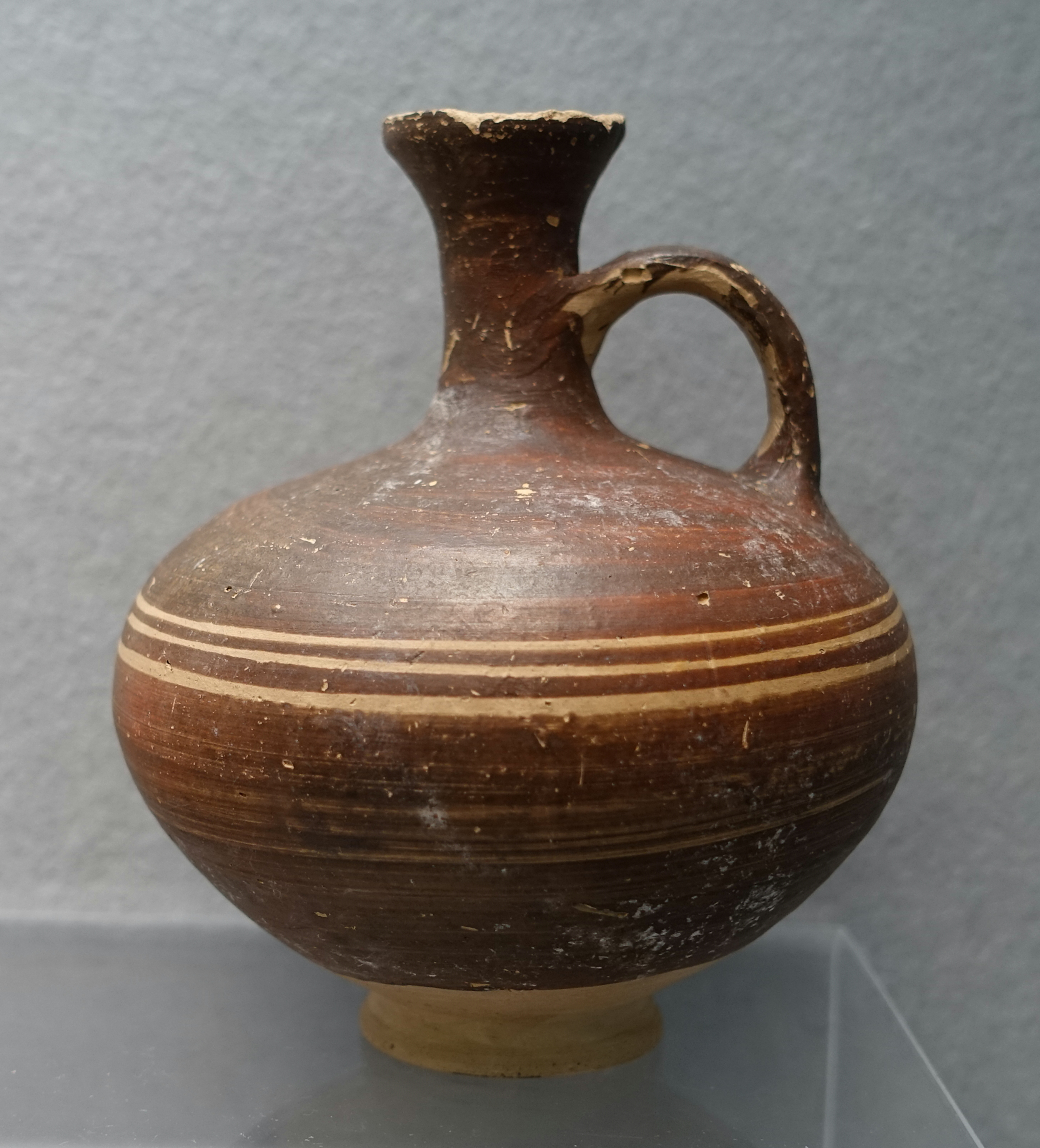
Lécythe de style protogéométrique. Martin von Wagner Museum - Wurtzbourg, Allemagne.

- 1015-900 av. J.-C. : Période protogéométrique en Attique et en Eubée, puis en Béotie, Thessalie et Skyros. À Athènes, l’étude des tombes révèle l’opposition entre une élite aristocratique (agathoi) avec à sa tête un roi (basileus) et une classe inférieure (kakoi). Les tombes reflètent peu les structures familiales et ne suggèrent pas l’idée de sociétés fondées sur des liens familiaux (génos). La crémation remplace l’inhumation en Attique, mais l’inhumation reste en usage en Argolide. Des ateliers de bronziers s’installent à Lefkandi (Eubée)[3].
- 1013-973 av. J.-C.[4] : Règne de Ashur-râbi II, roi d’Assyrie[5].